# Rittmeister
Rittmeister (in lingua tedesca, da reiten "calvalcare" e Meister "maestro, capo") era il grado militare indicante l'ufficiale in capo di uno squadrone di cavalleria o unità a cavallo di pari livello nelle forze armate dei paesi di lingua tedesca. 
Corrispondeva allo Hauptmann (capitano) delle altre armi.

## Nei paesi europei
In Germania il grado non è più in uso dal 1945.
Il termine fu utilizzato anche in altri paesi europei:
- Ryttmästare, in lingua svedese;
- Ritmester, in lingua danese;
- Rittmester, in lingua norvegese;
- Rittmeister, in lingua tedesca;
- Ritmeester, in lingua olandese;
- Rotmistrz, in lingua polacca;
- Rotmistra, in lingua lituana, poi anglicizzato in Rotamaster;
- Rotmistr (cirillico: Ротмистр) in lingua russa;
- Rotmistr, in lingua ceca.

### Germania
Nell'Impero tedesco Rittmeister era un grado per gli ufficiali della cavalleria e di altre unità a cavallo e corrispondeva al grado di capitano (Hauptmann) della fanteria e delle truppe a appiedate. Lo Stabskapitan, detto anche Stabshauptmann era subordinato all'Hauptmann in qualità di vice e veniva chiamato Stabsrittmeister nelle unità a cavallo. Il grado di Rittmeister era comune anche nei reparti a cavallo dell'artiglieria da campagna.
Nei reparti che utilizzavano il titolo di grado Rittmeister invece di capitano, il grado di sottufficiale di Wachtmeister era in uso al posto di Feldwebel, oltre che nell'artiglieria.
Nel corso della prima guerra mondiale, un Rittmeister comandava uno squadrone.
Nella Wehrmacht, il grado di Rittmeister veniva mantenuto nei reparti di ricognizione motorizzati formati da truppe di cavalleria, così come in alcune unità di artiglieria, e corrispondeva al grado di Hauptmann.

### Austria-Ungheria
Nell'Impero austro-ungarico il Rottmeister corrispondeva al grado di capitano. Nell'esercito imperiale nel corso della prima guerra mondiale, un Rittmeister comandava uno squadrone..
In Austria dal 1945 al 1978, il Rittmeister era un grado della gendarmeria e della polizia.

### Polonia
Nell'esercito polacco, dal XV secolo alla metà del XX secolo, un rotmistrz comandava una formazione chiamata rota. Negli ussari un rotmistrz comandava un numero compreso tra 100 e 180 ussari, con un Porucznik come suo secondo in comando.

Controspallina di Rotmistrz dell'Esercito polacco (1939)

Il nome è stato creato combinando i termini "maestro" (che significa superiore, comandante) e "rota" (unità dell'esercito), e letteralmente significa "capo della truppa".
In passato, il rotmistrz serviva come comandante di una compagnia di fanteria (rota) o uno squadrone di cavalleria (Chorągiew), anche se a volte gli venivano temporaneamente assegnati compiti di grado sul campo, come ad esempio comandare un intero reggimento o anche una formazione più grande.
Nella cavalleria il grado continuò ad essere adottato fino al 1947, quando le unità di cavalleria nell'Esercito popolare polacco furono sciolte.
Con l'avvento dello squadrone di cavalleria dell'esercito polacco nel 2000, il titolo di "Rotmistrz" viene utilizzato in modo informale per riferirsi al comandante negli squadroni di cavalleria dell'esercito polacco.

### Russia

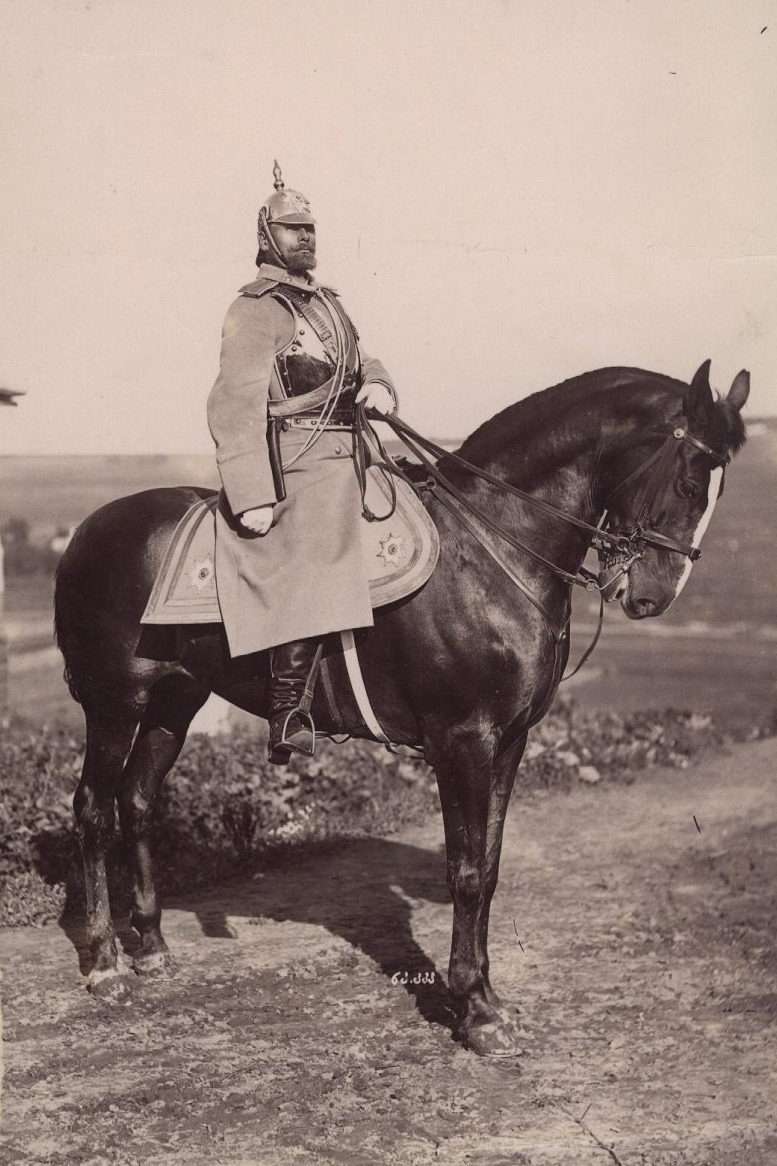
Krasnoe Selo 1892: Rotmistr del reggimento di corazzieri di Sua Maestà, in uniforme invernale

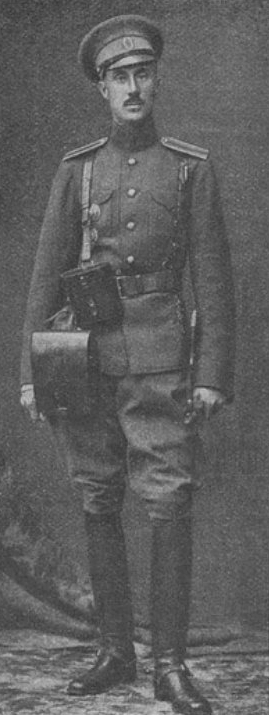
Pëtr Vrangel' in uniforme da Rotmistr (1914)

Nell'Impero russo il grado fu adottato anche dai Nuovi Reggimenti dell'esercito imperiale come rotmistr (ротмистр) e successivamente formalizzato nella Tavola dei ranghi della Russia imperiale nella cavalleria; fino al 1798, e tra il 1884 e il 1918, esisteva anche il grado di stabs-rotmistr (russo: штабс-ротмистр), e rappresentava i gradi di capitano e tenente capitano nella cavalleria della guardia imperiale russa, nella cavalleria dell'esercito, nella gendarmeria e, nel 1914, nelle guardie di frontiera.
La variante lituana del grado era rotmistras.
Nel 1730-1731, con la creazione della cavalleria pesante sul modello tedesco (corazzieri), comparvero nuovi nomi di gradi, tra cui quello di Rotmistr, corrispondente alla classe IX della Tavola dei ranghi.
Tra i cosacchi del Don il Rotmistr veniva talvolta chiamato Vojskovoj esaul (russo: Войсковой есаул); nel 1798-1800, i nomi speciali dei gradi degli ufficiali cosacchi erano uguali agli ufficiali dei reggimenti ussari dell'esercito imperiale, mantenendo i loro nomi precedenti. Pertanto, il grado di Esaul era uguale al grado di capitano di cavalleria. Di regola, un esaul comandava un centinaio di cosacchi.
Nel 1882, i reggimenti ussari e ulani furono riorganizzati in reggimenti di dragoni e, per stabilire l'uniformità nei ranghi in tutta la cavalleria, i capitani dei dragoni furono ribattezzati Rotmistr.
Con l'abolizione del grado di maggiore nel 1884, il rotmistr fu promosso alla Classe VIII nella Tavola dei ranghi.
| Sequenza dei gradi (1884-1917)                   |                     |                                              |
| grado inferiore: Štabs-rotmistr (Штабс-ротмистр) | Rotmistr (Ротмистр) | grado superiore: Podpolkovnik (Подполковник) |

| Distintivi di grado                        | Esercito imperiale russo  | Esercito imperiale russo | Esercito imperiale russo | Esercito imperiale russo |
| ------------------------------------------ | ------------------------- | ------------------------ | ------------------------ | ------------------------ |
| cordone per spalla spallina controspalline |                           |                          |                          |                          |
|                                            |                           |                          |                          |                          |
|                                            | cordone per spalla (1908) | spallina (1904)          | controspallina (1907)    | controspallina (1914)    |

### Altri eserciti
Nelle forze militari britanniche e del Commonwealth, un maestro di equitazione non è un grado. Nei Reggimenti di Cavalleria Domestica viene nominato Maestro di Equitazione un sottufficiale con compiti di Istruttore di Equitazione. La durata di questo incarico è determinata dal tenente colonnello comandante e, una volta nominato, il maestro di equitazione è la persona responsabile dell'addestramento delle reclute e dei cavalli del reggimento di cavalleria.
Attualmente il grado è in uso nelle forze armate norvegesi e olandesi.
In Norvegia, il grado di Rittemester esiste ancora nelle unità corazzate e di fanteria meccanizzata.
Nell'esercito olandese Ritmeester è un grado dell'arma di cavalleria che corrisponde al grado di capitano (lingua olandese: Kapitein) delle altre armi.
In Danimarca, il grado di ritmester esisteva fino al 1951.
Nell'Esercito svedese il grado di Ryttmästare esisteva fino al 1972. In Svezia, tuttavia, nella Guardia Reale a cavallo (Livgardet), i comandanti del corpo di cavalleria indipendentemente dal loro grado sono chiamati ryttmästare, che in questo caso è da intendersi come titolo onorifico e non come grado militare.
Nell'esercito ceco il grado di rotmistr appartiene alla categoria dei sottufficiali ed è omologo del sergente delle forze armate italiane; il grado superiore è Nadrotmistr, omologo al sergente maggiore dell'Esercito e dell'Aeronautica Militare Italiana.

## distintivi di grado

Ritmeester (Koninklijke Landmacht)[1]
Rittmester (Kongelige Norske Hæren)[2]
Ritmester (Hæren)[3]
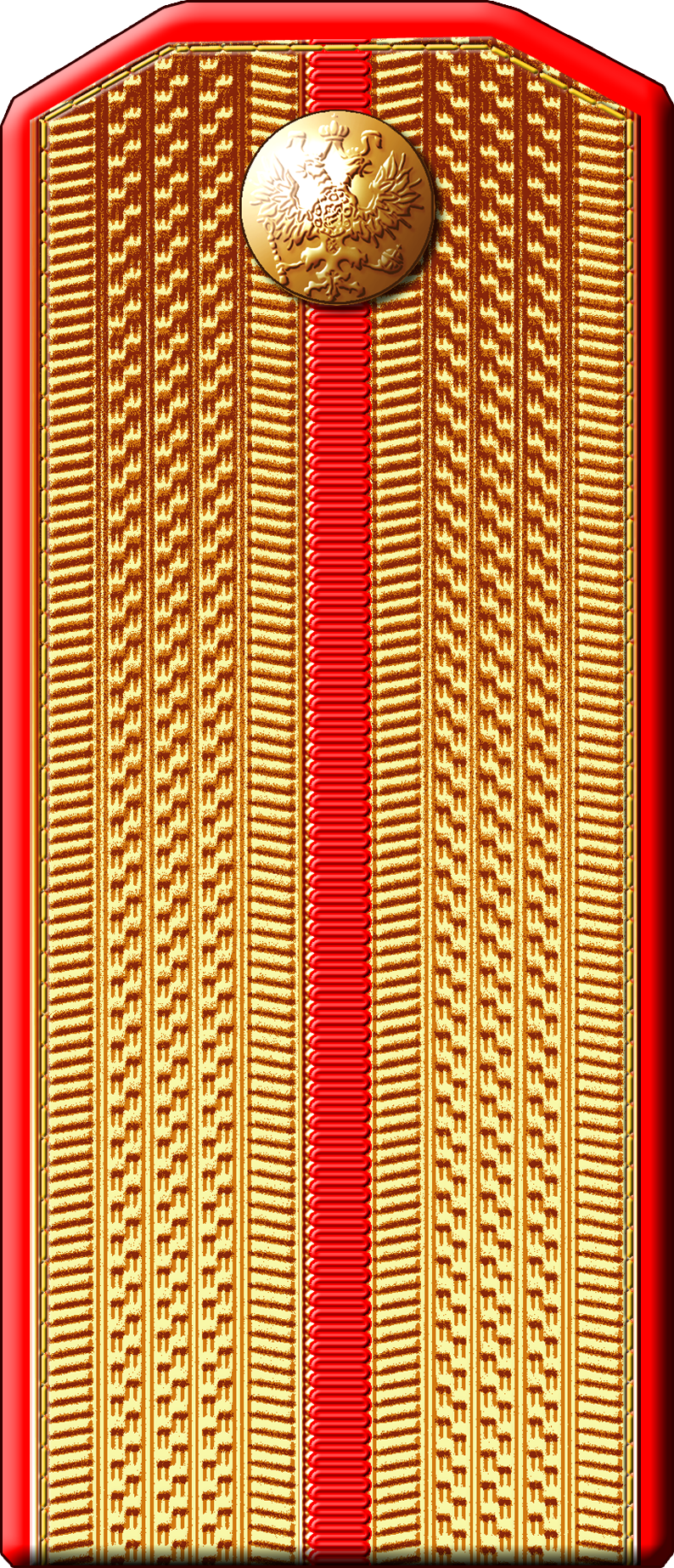
Rotmistr (Ротмистр) (Russkaja imperatorskaja armija)